# Solidago decurrens
Solidago decurrens (Золотушник спадаючий) — вид квіткових рослин з родини айстрових, роду Золотушник.

## Опис

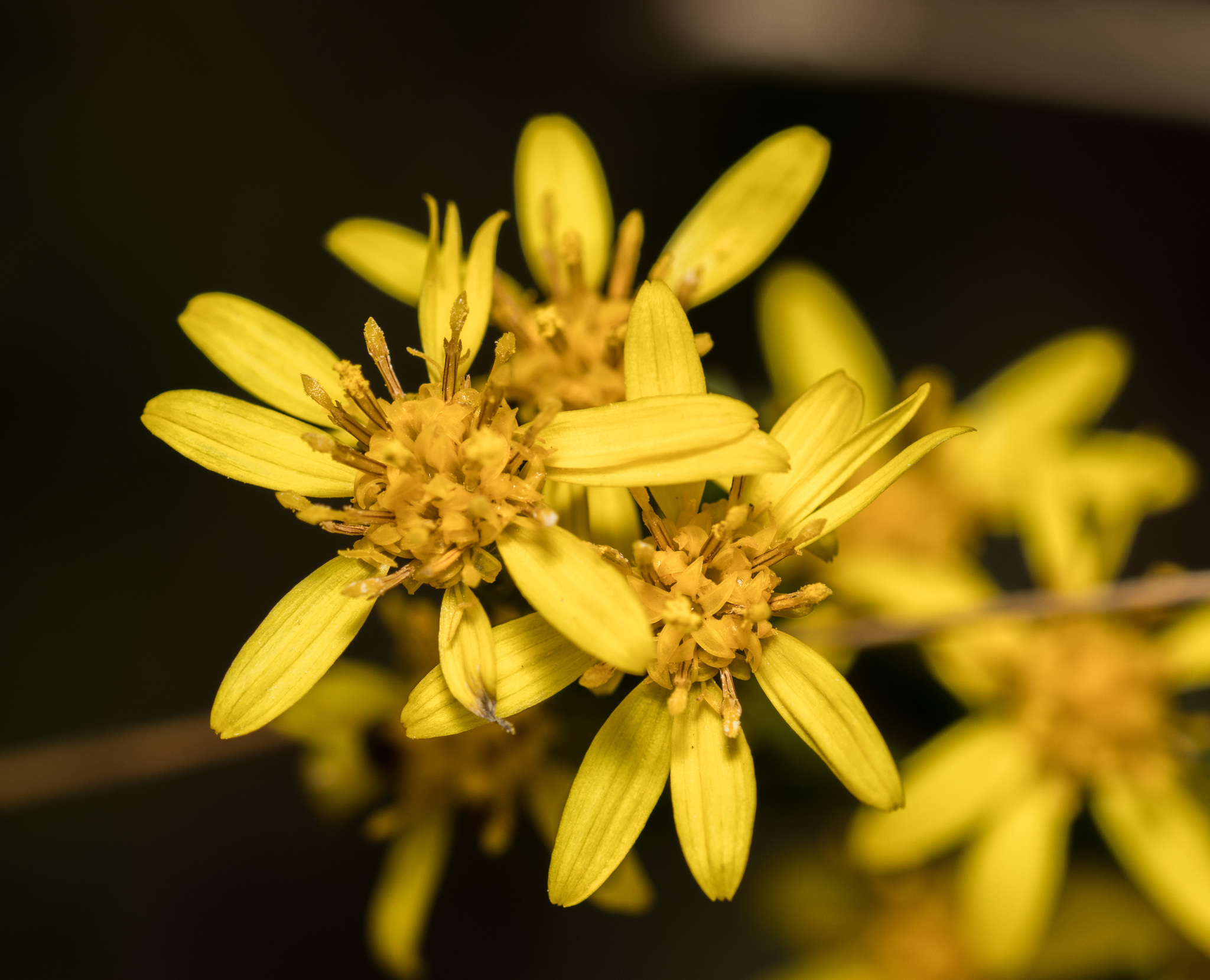
Квітки Solidago decurrens

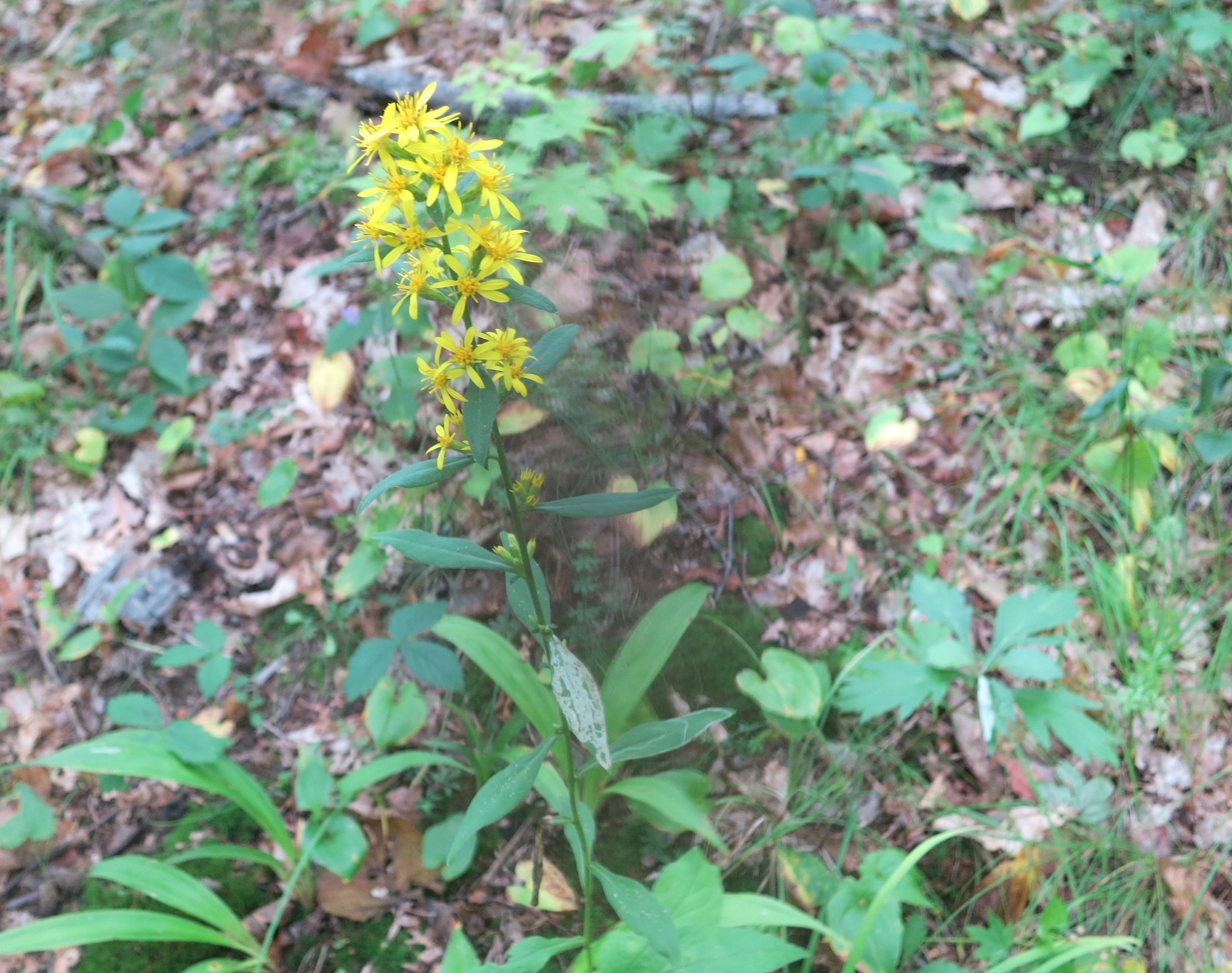
Solidago decurrens у Приморському краї, Росія

Багаторічні трав'янисті дерев'янисті каудекси, коротко розгалужені. Стебла (5-)35-100 см заввишки, прямостоячі, зазвичай тонкі, поодинокі або рідко пучкові, прості або гіллясті у верхній частині. Листки: унизу стебла 1-25 (включаючи черешок) × 0,4-3(-4) см, черешок 2-4 см або більше, з довгими крилами, лопаті від ланцетних до яйцеподібних, обидві поверхні опушені або голі, верхній край пилчастий або цільний; черешок посередині стебла крилатий, пластина еліптична, довгоеліптична, яйцеподібна або широколанцетна, 2-14 × 0,4-2(-2,9) см, основа клиноподібно-заголена, верхній край зубчастий або цільний; довжина верхнього стебля від найширшого місця до вершини 6,5-31,5 мм, середня 14,3 мм. Головка численна в кінцевих, щільних або слабких гроноподібних або щиткоподібно-волотистих суцвіттях, гілки прямі, ростуть навколо стебла, головка прикріплена навколо гілки, рідко нижні гілки подовжені, що закінчуються окремими суцвіттями. Обгортка 3,5-6,2(-7,7) мм; листочки 4-6-рядні, ланцетні або вузьколанцетні, верхівка загострена. Променевих квіток 2-9, пластинка 2-5(-6,5) × 0,9-2,8 мм. Сім'янки 2-3 мм, голі до рідкосмугуватих. Щетинки папусу 3,1-5,2 мм, внутрішня (найдовша) слабо або помірно булавоподібна.

## Поширення
Зростає в Індії, Японії, Кореї, Непалі, на Філіппінах, у В'єтнамі та на Тайвані. У Китаї — у провінціях Аньхой, Фуцзянь, Гуандун, Ґуйчжоу, Хубей, Хунань, Цзянсу, Цзянсі, Шеньсі, Шаньдун, Сичуань, Юньнань, Чжецзян та в Гуансі-Чжуанському автономному районі.

## Екологія
Цвіте і плодоносить з квітня по листопад. Зростає в лісах, на узліссях, серед чагарників на луках та на схилах; на висоті 100—2900 метрів над рівнем моря.